# 劉道規
劉 道規（りゅう どうき、太和5年（370年）- 義熙8年閏6月1日（412年7月25日））は、南朝宋の皇族。臨川烈武王。字は道則。劉裕の末の異母弟にあたる。

## 経歴
劉翹と蕭文寿のあいだの子として生まれた。若くして劉裕とともに桓玄を討つ計画を練った。桓弘が広陵に駐屯すると、道規はその下で征虜中兵参軍となった。元興3年（404年）、劉裕が京口で起兵すると、道規は劉毅や孟昶らとともに起兵して桓弘を斬り、長江を渡った。建康を平定して、桓玄が敗走すると、東晋の武陵王司馬遵の承制を受けて、道規は振武将軍・義興郡太守に任じられた。
道規が劉毅や何無忌らとともに桓玄を追うと、桓玄は江陵に逃れ、郭銓や何澹之らを湓口に残して守らせた。道規らは桑落洲で郭銓らを破り、湓口を落とし、尋陽を平定した。さらに西へ進軍させると、桓玄の軍と崢嶸洲で遭遇した。道規らの兵は1万人に満たず、桓玄の兵は数万に及んだため、諸将には尋陽への撤退を望む者が多かったが、道規は昆陽の戦いや官渡の戦いにたとえて撤退論を退け、桓玄との決戦におよんだ。桓玄は江陵を守りきれないと判断して脱出し、蜀に入ろうとしたが、益州督護の馮遷に斬られた。
道規らが悪風に遭って進軍できずにいる間に、桓謙・桓振らが再び江陵に拠った。道規は何無忌とともに馬頭に進攻して桓謐を撃破し、龍陂で桓蔚を破った。何無忌が勝勢に乗じて江陵に直進しようとしたため、道規は兵法を説いてこれを諫めた。何無忌は聞き入れず、江陵に向かって桓振に敗れた。そこで尋陽に撤退して、水軍を整備した後、再び夏口に進軍した。楚の鎮軍将軍の馮該が夏口東岸に駐屯し、揚武将軍の孟山図が魯城に拠り、輔国将軍の桓仙客が偃月塁を守っていた。劉毅が魯城を攻め、道規と何無忌が偃月塁を攻撃して、ともに陥落させ、桓仙客と孟山図を生け捕りにした。馮該が逃走すると、道規らは巴陵に進んで平定した。桓謙・桓振らが安帝の身柄を返還することを条件に荊州と江州の支配権を認めるよう交渉してきたが、道規らはこれを拒絶した。
義熙元年（405年）、南陽郡太守の魯宗之が起兵して襄陽を攻撃し、楚の雍州刺史の桓蔚が江陵に逃れた。魯宗之が紀南に進軍すると、桓振はこれをはばむために出陣し、桓謙を江陵の留守に残した。道規らは馬頭から出立して江陵城を襲撃し、桓謙を敗走させると、その日のうちに陥落させた。桓振は魯宗之を破って江陵に帰ろうとしたが、城の陥落を聞くと逃亡した。何無忌が安帝を建康まで護送し、道規は夏口にとどまった。江陵の平定について、道規は劉毅の功績を第一に推し、何無忌を次とし、自身は末席に置いた。輔国将軍・都督淮北諸軍事・并州刺史に任じられた。
道規は本官のまま都督江州之武昌荊州之江夏隨郡義陽綏安豫州之西陽汝南潁川新蔡九郡諸軍事に任じられ、桓氏の残党を掃討した。功績により華容県公に封じられた。使持節・都督荊寧秦梁雍六州司州之河南諸軍事・領護南蛮校尉・荊州刺史に任じられた。南蛮校尉については辞退して殷叔文が受けることになったが、義熙3年（407年）に殷叔文が処刑されると、結局道規の受けるところとなった。劉敬宣が後蜀を攻撃して敗退すると、道規は監督責任を問われて建威将軍に降格された。
義熙6年（410年）、盧循が建康に迫ると、道規は王鎮之や檀道済・到彦之らを派遣して朝廷を助けさせたが、尋陽で苟林に敗れた。苟林は勝利に乗じて江陵を落とそうと、徐道覆が建康をすでに陥落させたとの虚偽の報を宣伝した。ときに桓謙が長安から蜀に入り、後蜀の荊州刺史として譙道福とともに江陵に向かい、苟林との合流を期した。苟林は江津に駐屯し、桓謙は枝江に進軍して、道規は江陵で2勢力に挟撃される危地に陥った。雍州刺史の魯宗之が襄陽から援軍として江陵に入ると、道規は魯宗之に江陵の守りを委ねて、自身は諸軍を率いて出撃し、桓謙を攻めた。水陸並進して桓謙を撃破し、桓謙が苟林のもとに逃れようとしたところを追って斬った。取って返して浦口まで来ると、苟林の軍はすでに逃走しており、諮議参軍の劉遵が苟林を追って、巴陵で斬った。道規は参軍の劉基を派遣して桓歆の子の桓道児を大薄で撃破させた。また徐道覆を豫章口で撃破した。
義熙7年（411年）、道規は征西大将軍・開府儀同三司の位を受けた。散騎常侍の位を加えられたが、固辞した。まもなく都督豫江二州揚州之宣城淮南廬江歴陽安豊堂邑六郡諸軍事・豫州刺史に任じられたが、病のため受けなかった。義熙8年（412年）閏6月、建康で死去した。享年は43。侍中・司徒の位を追贈された。諡は烈武公といった。永初元年（420年）、劉裕が即位すると、道規は加えて大司馬の位を贈られ、臨川王に追封された。

## 妻子

### 妻
- 臨川太妃曹氏

### 男子
子はなく、兄の長沙景王劉道憐の次男の劉義慶が後を嗣いだ。

## 伝記資料
- 『宋書』巻51 列伝第11
- 『南史』巻13 列伝第3